# Casa del Carnaval (Santa Cruz de Tenerife)
La Casa del Carnaval es un museo ubicado en la ciudad de Santa Cruz de Tenerife (Islas Canarias, España) y dedicado a esta fiesta carnavalera, la cual tiene la categoría de Fiesta de Interés Turístico Internacional.

## Historia
En 1985 el ayuntamiento de la ciudad, designa director del futuro museo del carnaval de Santa Cruz a Enrique González Bethencourt, fundador y director de la Afilarmónica NiFú-NiFá, y considerado el padre de las murgas de Canarias. Dicha institución museística se iba a ubicar originalmente en el inmueble número 60 de la calle Ángel Guimerá. Sin embargo, este proyecto no prosperó.
En 1990, se presentó otro proyecto para el Museo del Carnaval que se ideó en la parcela del Campo Castro, frente al local de la Afilarmónica Triqui-Traques. El edificio contaría con cuatro plantas, oficinas administrativas, locales para venta de objetos publicitarios de la fiesta, talleres, y en la cubierta, una terraza donde poder actuar los grupos del carnaval. Tampoco prosperaría este proyecto.
Posteriormente, entre 2007 y 2008 se divulgó la posibilidad de instalar el ansiado museo en el primitivo recinto ferial, junto a la autopista del Norte o junto a la plaza de la Paz. Proyectos que tampoco llegarían a realizarse.
Finalmente, se consolidó el proyecto de una "casa de interpretación" del Carnaval bajo la denominación "Serpentinas y Confetis", para ser situada en un antiguo local sin uso del Barranco de Santos y adaptado para este fin. En 2016 comenzaron las obras de adaptación y conversión del edificio. El 28 de junio de 2017 sería oficialmente inaugurada la Casa del Carnaval.

## Características
El museo está ubicado en un edificio de 1.052 metros cuadrados con un amplio exterior, situado al lado del Barranco de Santos y justo debajo del emblemático Puente Galcerán. El museo cuenta con el proyecto de una cafetería y un centro de documentación con archivos digitalizados sobre todo tipo de objetos relacionados con el carnaval y su historia.
El museo cuenta con dos áreas expositivas: una para exposiciones temporales y utilizada también como salón de actos, conocida como Sala Suspi, y otra para exposiciones permanentes en la que destacan los trajes de las agrupaciones ganadoras del carnaval vigente y una vitrina donde el visitante puede conocer la historia del Carnaval de Santa Cruz de Tenerife, además de vídeos temáticos de la historia de la fiesta, pantallas táctiles y gafas de realidad virtual. Los carteles anunciadores del carnaval se encuentran en la entrada del museo y el traje de la Reina Adulta y su corte en el espacio dedicado a ello.
La Casa del Carnaval organiza visitas guiadas y también tiene una tienda de regalos y merchandising.

## Piezas destacadas
En la exposición permanente del museo se encuentran algunos elementos históricos y emblemáticos de la fiesta:
- El primer cartel del carnaval, obra del pintor Juan Galarza (1962), y el cartel de 1985 realizado por César Manrique.

- El bastón de mando utilizado a modo de batuta por Don Enrique González Bethencourt.

- El primer traje de Reina del Carnaval patrocinado por una empresa (1979).

- Los trajes ganadores del último carnaval pertenecientes a los grupos.

- Los cetros de plata originales de las reinas del carnaval.

- Parte de los disfraces originales de personajes del carnaval como: Charlotte, Miss Peggy o La Lecherita.

## Visitas
La Casa del Carnaval puede visitarse en el siguiente horario:

### Horario
Abierto todo el año de 10:00 a 18:30 horas, excepto los días 25 de diciembre, 1 y 6 de enero.

### Tarifas
- Gratutito